# Дубки (Сімферопольський район)
Дубки́, до 1948 року — Ботке (крим. Bötke) — село Сімферопольського району Автономної Республіки Крим.
2018 року почалося будівництво мечеті Ботке джамісі.